# Чикинев, Владимир Павлович
Владимир Павлович Чикинев (17 октября 1928, Красноярский край — 2 апреля 2013, Новосибирск) — советский и российский политический деятель, председатель Новосибирского горисполкома (1983—1988), депутат ВС РСФСР (1985—1990).

## Биография
Родился 17 октября 1928 года в поселке Тея Красноярского края.
Во время войны работал на лесозаготовках, в 1944 году — в шахте.
После окончания средней общеобразовательной школы в 1947 году поступил в Красноярский мединститут, но перешёл в Красноярский машиностроительный техникум. По распределению был направлен на работу на завод «Сибсельмаш» в Новосибирск — помощник мастера, конструктор отдела, технолог цеха; занимался комсомольской работой, был секретарём комсомольской организации «Сибсельмаша».
Затем был на освобождённой комсомольской работе — с 1957 года занимал должности второго и первого секретаря Новосибирского обкома ВЛКСМ. В 1960 году вернулся на завод; занимал должности заместителя начальника и начальника цеха. Заочно окончил в 1962 году экономический факультет Новосибирского филиала Московского финансово-экономического института. Был главным экономистом и заместителем директора «Сибсельмаша».
В 1973 году получил место председателя плановой комиссии Новосибирского горисполкома; был инициатором разработки первого пятилетнего плана развития города. В 1976 году получил должность управляющего Новосибирской областной конторы Стройбанка СССР.
В 1983 году был избран председателем Новосибирского горисполкомаг и проработал на этой должности до 1988 года. Член бюро обкома КПСС.
Депутат Верховного Совета РСФСР (1985—1990), главный экономист института «Новосибирскгражданпроект» (1988—1991), ведущий специалист Промстройбанка (1991—1994).
В 1994 году вышел на пенсию.
Умер 2 апреля 2013 года. Похоронен на Заельцовском кладбище.

## Награды
Орден Трудового Красного Знамени, медали.